# Trận Huliaipole
Trận Huliaipole bắt đầu vào ngày 5 tháng 3 năm 2022 khi Lực lượng Vũ trang Liên bang Nga triển khai Chiến dịch phía Nam ở Zaporizhzhia, đẩy lùi Lực lượng Vũ trang Ukraina trên khắp mặt trận cho tới khi tiền tuyến bắt đầu hết tiến triển. Lúc này quân đội Nga đã ở phía Nam thành phố và bắt đầu nỗ lực chiếm nó nhưng bị quân đội Ukraina đánh bật khỏi thành phố. Sau thất bại trong việc không thể chiếm được thành phố, quân đội Nga đã nã pháo vào mọi mục tiêu tại thành phố hàng tháng liền.